# (13121) Tisza
(13121) Tisza (1994 CN9) – planetoida z pasa głównego asteroid okrążająca Słońce w ciągu 3,56 lat w średniej odległości 2,33 j.a. Odkryta 7 lutego 1994 roku.